# Entomozoe
Entomozoe is een geslacht van uitgestorven kreeftachtigen uit de klasse van de Ostracoda (mosselkreeftjes).

## Soorten
- Entomozoe (Nandania) asymmetrica (Koch, 1967) Wang (Shang-Qi), 1984 †
- Entomozoe (Nandania) elliptica Wang (Shang-Qi), 1984 †
- Entomozoe (Nandania) pseudophthalmus (Volk, 1939) Wang (Shang-Qi), 1984 †
- Entomozoe (Nandania) tuberculata Wang (Shang-Qi), 1984 †
- Entomozoe (Richteria) distincta Polenova, 1955 †
- Entomozoe (Richteria) exilis Wang & Zhang, 1983 †
- Entomozoe (Richteria) fragilis (Roemer, 1850) Rabien, 1954 †
- Entomozoe (Richteria) harmonica Tschigova, 1977 †
- Entomozoe (Richteria) kuschnarevae Martinova, 1968 †
- Entomozoe (Richteria) longisulcata Wang & Zhang, 1983 †
- Entomozoe (Richteria) nayiensis Wang & Zhang, 1983 †
- Entomozoe (Richteria) sandbergeri (Richter, 1869) Rabien, 1954 †
- Entomozoe (Richteria) scabrosa Polenova, 1955 †
- Entomozoe (Richteria) sinensis Wang (Shang-Qi), 1989 †
- Entomozoe (Richteria) spiralis (Martinova, in Litt.) Polenova, 1955 †
- Entomozoe (Richteria) subsinensis Wang (Shang-Qi), 1989 †
- Entomozoe (Richteria) taeniata (Richter, 1856) Kegel, 1934 †
- Entomozoe (Richteria) tenella (Richter, 1869) †
- Entomozoe (Richteria) timanica Martinova, 1968 †
- Entomozoe (Richteria) torta (Kegel, 1934) †
- Entomozoe angelini (Jones, 1884) Pribyl, 1950 †
- Entomozoe canavarii Pribyl, 1950 †
- Entomozoe dimidiata (Barrande, 1872) Pribyl, 1950 †
- Entomozoe gigas Copeland, 1964 †
- Entomozoe globulus (Richter, 1856) Rabien, 1954 †
- Entomozoe meneghinii (Canavari, 1900) Sylvester-Bradley, 1961 †
- Entomozoe pelagica (Barrande, 1872) Pribyl, 1950 †
- Entomozoe phalanga (Kegel, 1926) Jordan, 1964 †
- Entomozoe pinguis (Barrande, 1872) Pribyl, 1950 †
- Entomozoe porifera Polenova, 1970 †
- Entomozoe rara (Barrande, 1872) Pribyl, 1979 †
- Entomozoe reniformis (Kolmodin, 1880) Pribyl, 1950 †
- Entomozoe subphalanga Polenova, 1970 †
- Entomozoe tuberosa (Jones, 1861) Pribyl, 1950 †
- Entomozoe tumefacta Gusseva, 1986 †
- Entomozoe undata Polenova, 1970 †
- Entomozoe zoppii (Canavari, 1900) Sylvester-Bradley, 1961 †
- Entomozoe (Nehdentomis) accurata Polenova, 1955 †
- Entomozoe (Nehdentomis) acuta Rabien, 1954 †
- Entomozoe (Nehdentomis) borealis Martinova, 1960 †
- Entomozoe (Nehdentomis) buxutumensis Casier, 1977 †
- Entomozoe (Nehdentomis) elliptica (Paeckelmann, 1913) Rabien, 1954 †
- Entomozoe (Nehdentomis) expressa Polenova, 1955 †
- Entomozoe (Nehdentomis) formosa Tschigova, 1977 †
- Entomozoe (Nehdentomis) improcera Tschigova, 1977 †
- Entomozoe (Nehdentomis) lucida Tschigova, 1977 †
- Entomozoe (Nehdentomis) magnifica Tschigova, 1977 †
- Entomozoe (Nehdentomis) milvaensis Martinova, 1968 †
- Entomozoe (Nehdentomis) minima Tschigova, 1977 †
- Entomozoe (Nehdentomis) nehdensis (Matern, 1929) Rabien, 1954 †
- Entomozoe (Nehdentomis) nisvensis Polenova, 1955 †
- Entomozoe (Nehdentomis) prolifica (Stewart & Hendrix, 1945) Lethiers, 1970 †
- Entomozoe (Nehdentomis) pseudorichterina (Matern, 1929) Rabien, 1954 †
- Entomozoe (Nehdentomis) rasnicini Martinova, 1968 †
- Entomozoe (Nehdentomis) regia Tschigova, 1977 †
- Entomozoe (Nehdentomis) schmidti (Matern, 1929) Polenova, 1955 †
- Entomozoe (Nehdentomis) serratostriata (Sandberger, 1845) Raith, 1968 †
- Entomozoe (Nehdentomis) subfusiformis Wang (Shang-Qi), 1984 †
- Entomozoe (Nehdentomis) superba Tschigova, 1977 †
- Entomozoe (Nehdentomis) tenera (Guerich, 1896) Rabien, 1954 †
- Entomozoe (Nehdentomis) tenuistriata (Matern, 1929) Rabien, 1954 †